# Rosarium Venlo
Het Rosarium is een park in de Rosariumbuurt in de Nederlandse plaats Venlo.

## Ontstaansgeschiedenis
Het park is ontstaan nadat de Venlose huzaren hun onderkomen kregen in de nieuw gebouwde Frederik Hendrikkazerne in 1913 in Blerick op de plaats van het vroegere Fort St. Michiel. Tot die tijd lag op deze plek de Minderbroederskazerne. Nadat de huzaren naar hun nieuwe onderkomen waren verhuisd, moest eerst de omgeving opnieuw worden ingericht volgens het plan van W.F.C. Schaap. Er werden straten aangelegd met  huizen in de stijl van de Amsterdamse School en De Stijl, rondom een open terrein waarop in 1928-1929 een rozentuin (rosarium) met vijver werd aangelegd door de Utrechtse "Vereeniging tot bevordering van de rozenteelt", "Nos Jungent Rosae" (Ons verenigt rozen). Deze had als doel de Nederlandse rozenkweek te bevorderen en in zoveel mogelijk steden rozenparken aan te leggen. Initiatiefnemers in Venlo waren burgemeester Berger en jonkheer J.L. Mock, voorzitter van NJR en gewezen ritmeester der huzaren in Venlo. De rozenkweker Mathias Leenders werd gevraagd een beplantingsplan te ontwerpen en een aantal rozenkwekers uit de regio (vooral uit het nabijgelegen rozendorp Lottum) waren bereid om de rozenstokken te leveren. Ook de Koninklijke Boomkwekerijen P.J. Looymans & Zonen uit het Brabantse Oudenbosch leverde een inbreng (de roos 'Mama Looymans' van Mathias Leenders is waarschijnlijk naar mevrouw Looymans genoemd).

## Het park

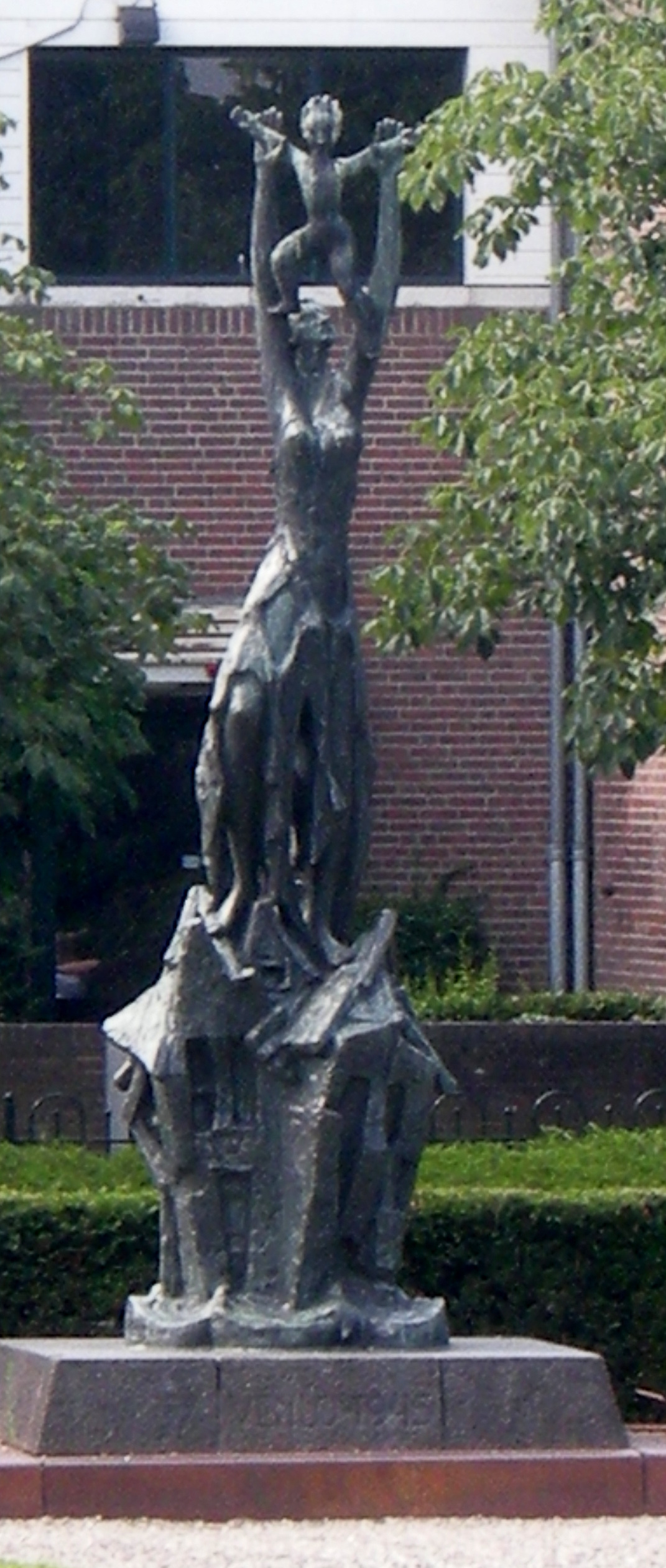
Bevrijdingsbeeld Rosarium Venlo

Het park kent een open karakter, met drie ingangen: noord, zuid en oost. Alle drie zijn ze gemarkeerd door een rozenboog.
In 1983 stond de gemeente op het punt om het rosarium vanwege de verwaarloosde toestand af te breken, maar een actiecomité, bestaande uit buurtbewoners, wilde het rosarium behouden. De buurtbewoners hadden geld ingezameld om behoud te waarborgen, en in de jaren er opvolgend werd het rosarium opgeknapt in de oorspronkelijke structuur. Het straatje dat dwars door het parkje liep werd opgeruimd en het bevrijdingsbeeld werd centraal voor de vijver herplaatst.
Aan de westzijde van het park is een basisschool gevestigd, de katholieke Sint-Martinusschool. Deze is verbonden aan de Martinusparochie.

### Het bevrijdingsmonument
Volgens het gemeentearchief werd er al in 1946 een sculptuur geplaatst ter herinnering aan de militaire en burgerslachtoffers van de Tweede Wereldoorlog,
Het betreft een bronzen beeld van een staande vrouwenfiguur, op de restanten van het oorlogsbombardement dat de stad Venlo trof, die een kind boven haar hoofd tilt. Het symboliseert de herrijzenis en een nieuwe toekomst van de stad Venlo (het kind) uit de puinhopen van de oorlog. Het sculptuur is vervaardigd door de kunstenaar Peter Roovers die ook 3 generaties Nederlandse koninginnen (Wilhelmina, Juliana en Beatrix) heeft mogen vereeuwigen. Het beeld telt een hoogte van 5m, een breedte van 1,75m en een diepte van 1,75m. Op het voetstuk staat de tekst "Venlo - 1945". In 1983 kreeg het monument een nieuwe sokkel met corten-stalen herinneringsplaketten en werd het centraal voor de vijver herplaatst.   Bij het monument  wordt jaarlijks de gemeentelijke dodenherdenking gehouden.

### De vijver

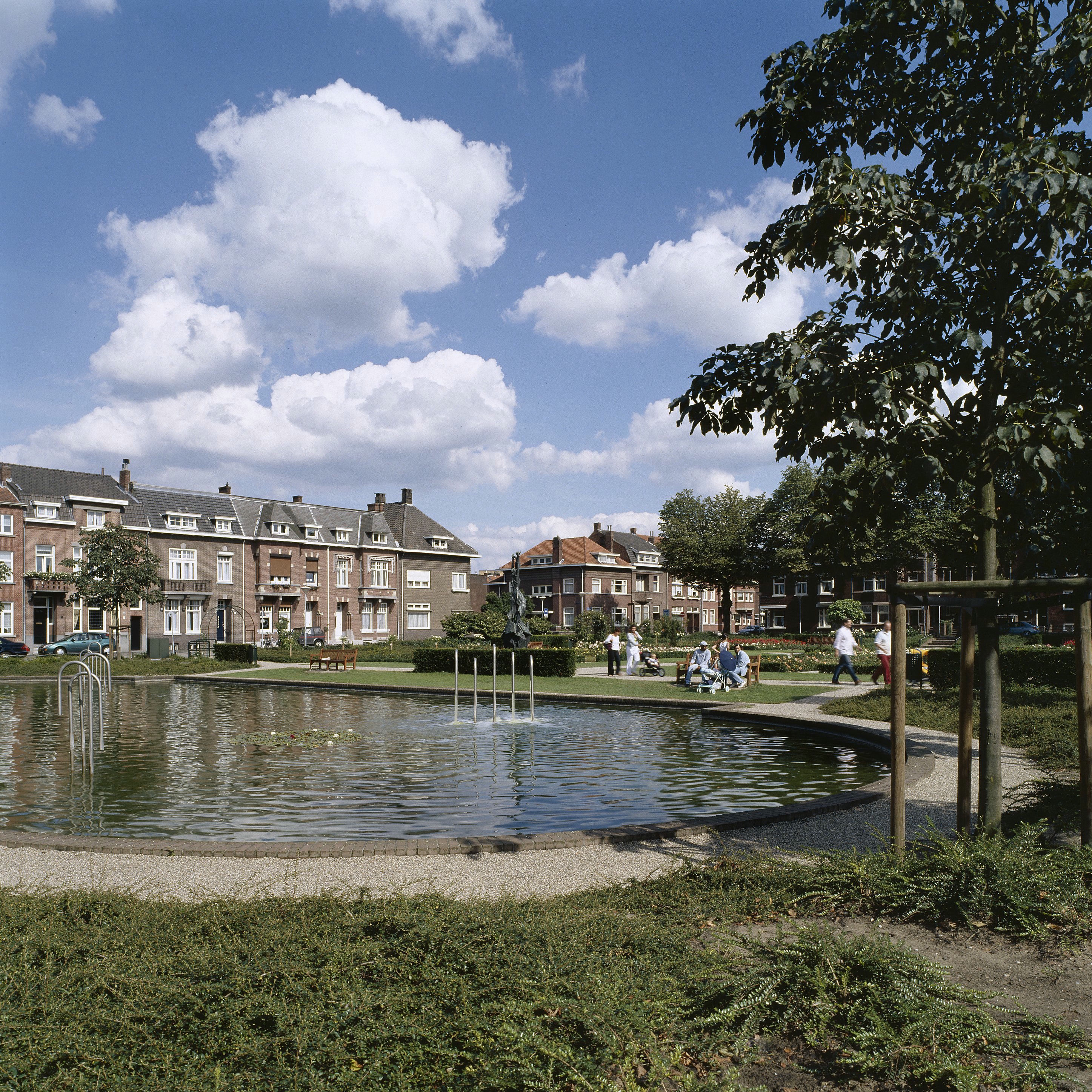
De vijver met fonteinen in het rosarium

In het park bevindt zich tevens een vijver. Voordat het Rosarium werd aangelegd, was op de plaats van de vijver de drinkplaats en doorwaadbare oefenvijver voor de paarden van de dragonders die eveneens bij de Venlose huzaren waren ingedeeld. Ook werd er in de zomer door de militairen gezwommen. De vijver is daarmee een  symbolische verwijzing naar de aanwezigheid van de huzaren in vroeger dagen.
De vijver is, met een klassieke vorm, strak uitgevoerd, met een betonnen fundering en een drietal metalen fonteinconstructies die de waterloop symboliseren. Dit kunstwerk is in 1983 vervaardigd door kunstenaar Har Scheffer (Venlo 1937- Reuver 2016).
Aan de vijver stond enkele jaren het beeld Lezende meisjes uit het nabij gelegen Julianapark.

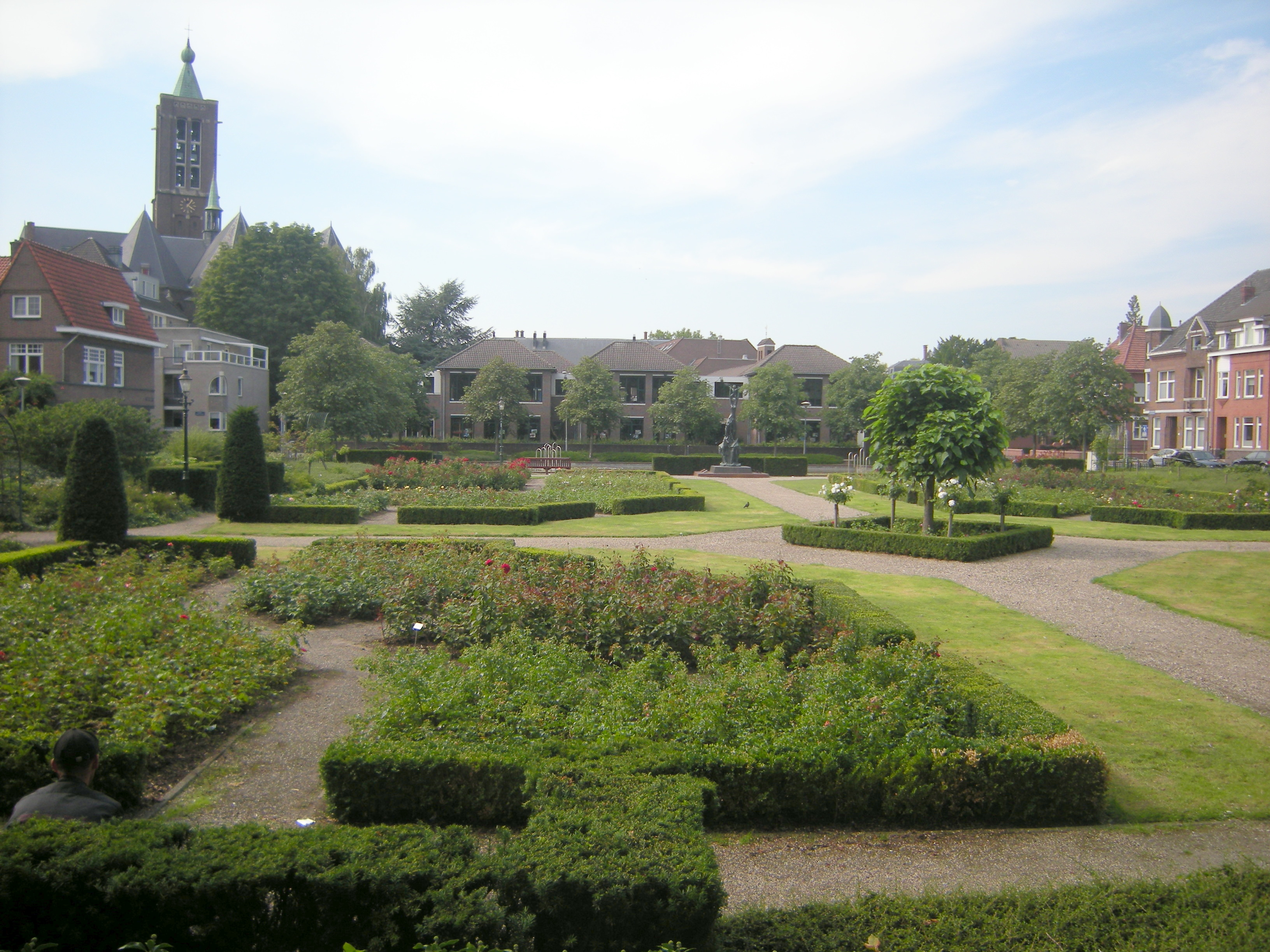
Het Rosarium met op de achtergrond de Martinuskerk vanwaar in de zomermaanden de carillonconcerten gespeeld worden

### Carillonconcerten
Het Rosarium wordt tevens omschreven als de beste locatie om de carillon concerten te beluisteren die in de zomermaanden worden gehouden vanuit de Martinuskerk. Dit carillonspel is voorgedragen om te worden opgenomen in de lijst van immaterieel erfgoed van UNESCO. Op het carillon heeft onder andere Carlo van Ulft van 1982 tot 1997 als vaste beiaardier gespeeld.